# Куница, Виталий Викторович
Виталий Викторович Куница (укр. Віта́лій Ві́кторович Куни́ця; род. 1 ноября 1968, Черновцы) — украинский футболист и тренер, выступал на позиции вратаря. Ныне тренер ДЮСШ «Буковина».

## Карьера

### Игровая
Воспитанник буковинского футбола, занимался у известного футболиста и тренера Юрия Лепестова. В 1989—1992 годах выступая в команде «Легмаш» (Черновцы), выигрывал чемпионат и кубок Черновицкой области. Профессиональную карьеру начал в черновицкой «Буковине» в сезоне 1992/93, когда этот клуб выступал в Высшей лиге. Однако Виталий сыграл лишь один сезон и покинул команду, перейдя в состав «Днестра» (Залещики).
Долгое время выступал в черновицкой «Ладе», где в то время выступали ряд игроков из «Буковины». Команда в тот период уверенно выступала как и всеукраинских, так и в областных любительских соревнованиях. В 1994 году получил приглашение от команды высшей лиги Молдавии «Прогресул» (Бричаны), где сыграл полтора сезона и перешел в состав других молдавских команд: «Глория-Кварц» (Единец) и «Рома» (Бельцы) — это были клубы первой лиги, которые боролись за повышение в классе.

### Тренерская
Тренировал любительские команды Черновицкой области, работал тренером в ДЮСШ «Буковина» и в «Буковине-2». Тренерскую карьеру начал в черновицком СКА, который тренировал в течение 6 лет. Затем работал в молдавской команде «Нистру-2» (Атаки), в которую его пригласил Юрий Гий (он в то время тренировал основную команду). В 2009—2010 годах возглавлял команду Черновицкой области «Мрия» (Глыбокая), которую выводил в финал областного кубка.
С июля 2017 года тренер ФК «Буковины», которую сначала возглавлял Юрий Крафт, а после его отставки руководство принял Виктор Мглинец. С сентября того же года параллельно возглавлял и юношеский состав черновицкой команды, который выступал во всеукраинской лиге юниоров. Под его руководством юные «буковинцы» в сезоне 2017/18 стали бронзовыми призерами этого турнира.
В декабре 2018 года назначен исполняющим обязанности главного тренера основной команды, а обязанности его ассистента выполнял Сергей Гамаль, который также заменил Виталия Викторовича и в юношеской команде. 2 мая 2019 года написал заявление об увольнении с должности главного тренера, а президент «Буковины» Вадим Заяц в свою очередь решил его рассмотреть и удовлетворить. В итоге команда под его руководством сыграла 5 официальных матчей (1 победа, 3 ничьих и 1 поражение), а сам Виталий Викторович в одном из этих матчей признавался лучшим тренером тура (лучший тренер 19-го тура Второй лиги 2018/19).

## Образование
Закончил Ивано-Франковский техникум физической культуры и спорта по специальности: «Тренер-преподаватель физической культуры» и Черновицкий торгово-экономический институт КНТЭУ по специальности: «Финансы, банковское дело». В 2013 году прошел курс подготовки тренеров для получения тренерской лицензии и диплома категории «С» ФФУ, согласно тренерской конвенции УЕФА. В июне 2018 года получил тренерский диплом УЕФА категории «B», а в декабре 2019 года успешно сдал экзамены и получил «A»-диплом УЕФА.

## Личная жизнь
Женат (жена — Ирина), воспитывает двух сыновей (Дмитрия и Артема).